# Fishburn
Fishburn – wieś w Anglii, w hrabstwie Durham. Leży 14 km na południowy wschód od miasta Durham i 364 km na północ od Londynu. W 2001 miejscowość liczyła 2454 mieszkańców.